# Novoloidová vlákna

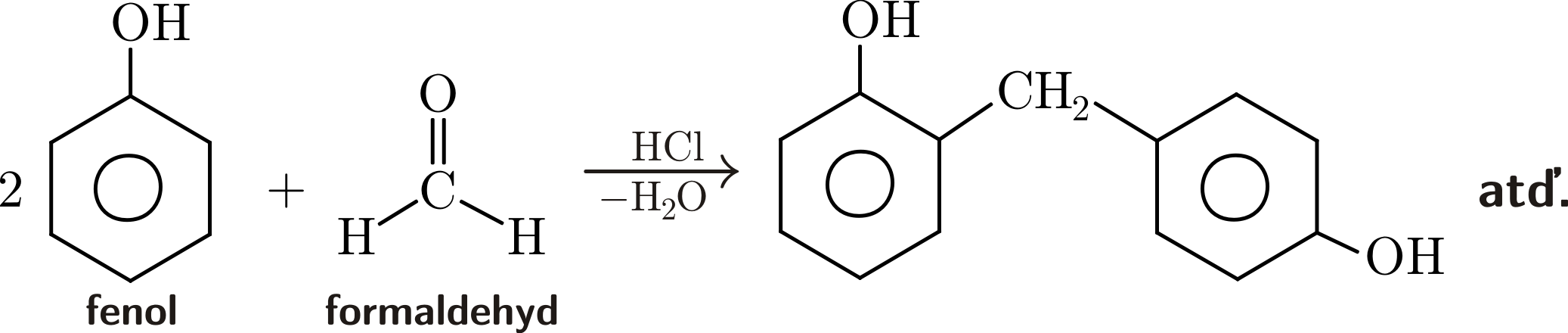
Schéma polymerizace fenolu a formaldehydu

Novoloidová vlákna jsou textilní materiály vyrobené speciální technologií z fenol-formaldehydové pryskyřice 

## Výroba
Tavitelná pryskyřice se zvlákňuje, zesíťuje formaldehydem a dlouží technologií meltblown (rozvíření filamentů proudem horkého vzduchu a okamžité ztuhnutí). 
Jediná známá výrobní značka je KynolTM japonské firmy Gunei Chemical Industry. Tato dodává od konce 60. let 20. století novoloidový textilní materiál jako: 
- filament (1,7 dtex, 140 T/m)
- roving		(2000 filamentů à 1,7 dtex)
- stříž 		(1,7–2,7 dtex, 51–70 mm)
- sekaná vlákna (1,7–9,0 dtex, 3–10 mm)
- mletá vlákna (1,7–9,0 dtex, 0,3 mm)
- staplové příze (20–476 tex)
- tkaniny 	(200–650 g/m2)
- plsti		(150–300 g/m2)

## Vlastnosti
Novoloidová vlákna obsahují 76 % uhlíku, 18 % kyslíku a 6 % vodíku.
Specifická hustota 1,27 g/cm3, tažná pevnost 12–16 cN/tex, tažnost 30–60 %, navlhavost 6 %, hořlavost 30–34 LOI. 
Nízká pevnost v tahu a v oděru se často kompenzuje směsováním novoloidu s jinými vlákny.

## Použití
- Tkaniny a pleteniny – ochranné oděvy proti horku a proti chemikáliím
- Netkané textilie – izolace proti horku a hluku (novoloidová plst může např. absorbovat až třikrát více zvuků než vlna nebo polyuretanová pěna)
- Splétané výrobky – těsnění
- Prekurzory z karbonizovaného novoloidu (plocha povrchu vláken až 2500 m2/g) – filtry k odstraňování jedovatých látek, k recyklaci rozpouštědel, výztuž kompozitů[5]